# Championnat de Finlande de football 2024
Navigation
Saison précédente Saison suivante
La saison 2024 du Championnat de Finlande de football est la 94e édition de la première division finlandaise à poule unique, la Veikkausliiga. Les douze meilleurs clubs du pays sont regroupés au sein d'une poule unique où ils s'affrontent deux fois au cours de la saison régulière.
Après la saison régulière, les six premiers jouent pour le titre, les six derniers pour la relégation, le premier de cette poule participe aux play-offs pour une place en Ligue Conférence, le dernier du classement est relégué et remplacé par le champion de deuxième division. L'avant-dernier joue un barrage aller et retour contre le deuxième de Ykkönen, le vainqueur reste ou monte en Veikkausliiga.
Le HJK Helsinki est le tenant du titre.

## Déroulement de la saison
A la suite de la faillite du FC Honka après la saison précédente, l'IF Gnistan qui a échoué lors des barrages de promotion, a été repêché pour prendre la place de Honka Espoo.
Le KuPS remporte le championnat après avoir terminé à la première place et gagne son 7e titre de champion de Finlande, il réalise également le doublé en remportant la coupe de Finlande.

## Compétition
Le barème utilisé pour établir le classement est le suivant :
- Victoire : 3 points
- Match nul : 1 point
- Défaite, forfait ou abandon : 0 point

| Rang | Équipe            | Pts | J  | G  | N  | P  | Bp | Bc | Diff |
| ---- | ----------------- | --- | -- | -- | -- | -- | -- | -- | ---- |
| 1    | KuPS              | 44  | 22 | 13 | 5  | 4  | 39 | 22 | +17  |
| 2    | HJK Helsinki T    | 43  | 22 | 13 | 4  | 5  | 41 | 21 | +20  |
| 3    | FC Ilves          | 39  | 22 | 11 | 6  | 5  | 45 | 25 | +20  |
| 4    | SJK               | 36  | 22 | 10 | 6  | 6  | 40 | 33 | +7   |
| 5    | FC Haka           | 35  | 22 | 10 | 5  | 7  | 35 | 32 | +3   |
| 6    | Vaasan Palloseura | 32  | 22 | 9  | 5  | 8  | 34 | 36 | -2   |
| 7    | Inter Turku       | 31  | 22 | 9  | 4  | 9  | 38 | 29 | +9   |
| 8    | IF Gnistan P      | 30  | 22 | 8  | 6  | 8  | 32 | 34 | -2   |
| 9    | AC Oulu           | 21  | 22 | 5  | 6  | 11 | 26 | 36 | -10  |
| 10   | IFK Mariehamn     | 20  | 22 | 5  | 5  | 12 | 20 | 38 | -18  |
| 11   | FC Lahti          | 19  | 22 | 3  | 10 | 9  | 26 | 38 | -12  |
| 12   | Ekenäs IF P       | 13  | 22 | 3  | 4  | 15 | 19 | 51 | -32  |

|  | Qualification pour la poule championnat                 |
|  | Qualification pour la poule relégation                  |
|  | T : Tenant du titre P : Club promu de deuxième division |

### Poule championnat
Les six premiers de la saison régulière se retrouvent dans une poule pour déterminer le champion, les équipes emportent les points acquis lors de la première phase. Le premier est déclaré champion de Finlande, le deuxième est qualifié pour la Ligue Conférence 2025-2026, les autres équipes participent à un tournoi de qualification avec le premier de la poule de relégation, pour une autre place en Ligue Conférence.
| Rang | Équipe            | Pts | J  | G  | N | P  | Bp | Bc | Diff |
| ---- | ----------------- | --- | -- | -- | - | -- | -- | -- | ---- |
| 1    | KuPS C            | 56  | 27 | 17 | 5 | 5  | 46 | 24 | +22  |
| 2    | FC Ilves          | 54  | 27 | 16 | 6 | 5  | 56 | 27 | +29  |
| 3    | HJK Helsinki T    | 45  | 27 | 13 | 6 | 8  | 44 | 27 | +17  |
| 4    | SJK               | 40  | 27 | 11 | 7 | 9  | 46 | 44 | +2   |
| 5    | Vaasan Palloseura | 39  | 27 | 11 | 6 | 10 | 43 | 45 | -2   |
| 6    | FC Haka           | 38  | 27 | 11 | 5 | 11 | 40 | 43 | -3   |

|  | Qualification pour le premier tour de qualification de la Ligue des champions 2025-2026            |
|  | Qualification pour le premier tour de qualification de la Ligue Europa 2025-2026                   |
|  | Qualification pour le premier tour de qualification de la Ligue Conférence 2025-2026               |
|  | Qualification pour la finale des barrages européens                                                |
|  | Qualification pour les barrages européens                                                          |
|  | T : Tenant du titre C : Vainqueur de la Coupe de Finlande 2024 P : Club promu de deuxième division |

### Poule relégation
Les six derniers de la saison régulière se retrouvent dans une poule en emportant les points acquis lors de la première phase. Le dernier est relégué en deuxième division, l'avant-dernier dispute un play-off contre le deuxième de Ykkönen pour tenter de se maintenir.
Le premier de poule est qualifié pour les play-offs de qualification pour déterminer le troisième club qualifié pour la Ligue Conférence 2025-2026.
| Rang | Équipe        | Pts | J  | G  | N  | P  | Bp | Bc | Diff |
| ---- | ------------- | --- | -- | -- | -- | -- | -- | -- | ---- |
| 7    | Inter Turku   | 41  | 27 | 12 | 5  | 10 | 46 | 34 | +12  |
| 8    | IF Gnistan P  | 37  | 27 | 10 | 7  | 10 | 40 | 43 | -3   |
| 9    | AC Oulu       | 28  | 27 | 7  | 7  | 13 | 32 | 40 | -8   |
| 10   | IFK Mariehamn | 26  | 27 | 7  | 5  | 15 | 27 | 44 | -17  |
| 11   | FC Lahti      | 24  | 27 | 4  | 12 | 11 | 31 | 47 | -16  |
| 12   | Ekenäs IF P   | 19  | 27 | 4  | 7  | 16 | 24 | 57 | -33  |

|  | Qualification pour les barrages européens                                                          |
|  | Participation au barrage de promotion-relégation                                                   |
|  | Relégation directe en deuxième division                                                            |
|  | T : Tenant du titre C : Vainqueur de la Coupe de Finlande 2024 P : Club promu de deuxième division |

### Play-off de qualification pour la Ligue Conférence
Les cinq meilleures équipes non qualifiées via le championnat ou la coupe disputent des barrages pour déterminer le dernier club qualifié pour la Ligue Conférence 2025-2026.
|  | Premier tour | Premier tour      | Premier tour | Premier tour |      |         | Deuxième tour | Deuxième tour | Deuxième tour | Deuxième tour |  |  | Finale | Finale | Finale | Finale |
|  |              |                   |              |              |      |         |               |               |               |               |  |  |        |        |        |        |
|  |              |                   |              |              |      |         |               |               |               |               |  |  |        |        |        |        |
|  |              |                   |              |              |      |         |               |               |               |               |  |  |        |        |        |        |
|  | 6e           | FC Haka           | 2            | 2            |      |         |               |               |               |               |  |  |        |        |        |        |
|  | 6e           | FC Haka           | 2            | 2            |      |         |               |               |               |               |  |  |        |        |        |        |
|  | 7e           | Inter Turku       | 1            | 1            |      |         |               |               |               |               |  |  |        |        |        |        |
|  | 7e           | Inter Turku       | 1            | 1            | 6e   | FC Haka | 3(4)          | 3(4)          |               |               |  |  |        |        |        |        |
|  |              |                   |              |              | 6e   | FC Haka | 3(4)          | 3(4)          |               |               |  |  |        |        |        |        |
|  |              |                   | 8e           | IF Gnistan   | 3(3) | 3(3)    |               |               |               |               |  |  |        |        |        |        |
|  | 5e           | Vaasan Palloseura | 8e           | IF Gnistan   | 3(3) | 3(3)    | 0             | 0             |               |               |  |  |        |        |        |        |
|  | 5e           | Vaasan Palloseura |              |              |      |         |               | 0             |               |               |  |  |        |        |        |        |
|  | 8e           | IF Gnistan        | 1            | 1            |      |         |               |               |               |               |  |  |        |        |        |        |
|  | 8e           | IF Gnistan        | 1            | 1            | 6e   | FC Haka | 1             | 2             |               |               |  |  |        |        |        |        |
|  |              |                   |              |              | 6e   | FC Haka | 1             | 2             |               |               |  |  |        |        |        |        |
|  |              |                   | 4e           | SJK          | 2    | 2       |               |               |               |               |  |  |        |        |        |        |
|  |              |                   |              |              | 2    | 2       |               |               |               |               |  |  |        |        |        |        |
|  |              |                   |              |              |      |         |               |               |               |               |  |  |        |        |        |        |
|  |              |                   |              |              |      |         |               |               |               |               |  |  |        |        |        |        |
|  |              |                   |              |              |      |         |               |               |               |               |  |  |        |        |        |        |
|  |              |                   |              |              |      |         |               |               |               |               |  |  |        |        |        |        |
|  |              |                   |              |              |      |         |               |               |               |               |  |  |        |        |        |        |
|  |              |                   |              |              |      |         |               |               |               |               |  |  |        |        |        |        |
|  |              |                   |              |              |      |         |               |               |               |               |  |  |        |        |        |        |
|  |              |                   |              |              |      |         |               |               |               |               |  |  |        |        |        |        |
|  |              |                   |              |              |      |         |               |               |               |               |  |  |        |        |        |        |
|  |              |                   |              |              |      |         |               |               |               |               |  |  |        |        |        |        |

Légende des couleurs
- Qualification pour le premier tour de qualification de la Ligue Conférence 2025-2026.

### Barrage de promotion-relégation
Le FC Lahti, onzième de Veikkausliiga affronte le FF Jaro, vainqueur des barrages d'Ykkonen pour déterminer le dernier club participant au championnat de première division la saison suivante.
| Équipe 1 | Résultat | Équipe 2 | Aller | Retour |
| -------- | -------- | -------- | ----- | ------ |
| FF Jaro  | 2 - 1    | FC Lahti | 2 - 0 | 0 - 1  |

Légende des couleurs
- Le club est promu en première division.
- Le club est relégué en deuxième division.

## Bilan de la saison
| Championnat de Finlande de football 2024                            |                 |
| Champion                                                            | KuPS (7e titre) |
| Coupes et trophées                                                  |                 |
| Vainqueur de la Coupe de Finlande 2024                              | KuPS            |
| Qualifications continentales                                        |                 |
| Ligue des champions de l'UEFA 2025-2026 (1er tour de qualification) | KuPS            |
| Ligue Europa 2025-2026 (1er tour de qualification)                  | FC Ilves        |
| Ligue Conférence 2024-2025 (1er tour de qualification)              | HJK Helsinki    |
| Ligue Conférence 2024-2025 (1er tour de qualification)              | SJK             |
| Promotions et relégations                                           |                 |
| Promus en Veikkausliiga                                             | KTP Kotka       |
| Promus en Veikkausliiga                                             | FF Jaro         |
| Relégués en Ykkönen                                                 | Ekenäs IF       |
| Relégués en Ykkönen                                                 | FC Lahti        |